# 三田市民病院
三田市民病院（さんだしみんびょういん）は、兵庫県三田市にある市立の病院である。

## 沿革
1949年開院の三田町立診療所を前身とする。その翌年には町立三田病院に改称した。1958年に三田市へ移行することに伴い、三田市民病院に改称。
1995年に新病院が完成し、2004年には増築棟を完成させて脳卒中センターを開設した。

### 再編統合計画
2017年、医療の高度化に伴う医師不足や施設の老朽化による再編統合の議論が始められた。その後新型コロナウイルス感染症の世界的流行を経て、神戸市北区にある済生会兵庫県病院との統合が発表された。発表に際して公表された済生会、神戸市、三田市の三者合意では、両病院の中間地点に400～450床の新病院を三田市が設置し、済生会兵庫県病院が指定管理者として運営することが定められた。400床の根拠として、済生会兵庫県病院長の左右田裕生は、急性期医療を担う基幹病院として常勤医の数を確保するためと述べている。
しかし、翌年7月行われた三田市長選挙で統合の白紙撤回を唱える田村克也が当選。当選した田村は8月に両病院を訪れ、白紙撤回を表明した。しかし、既に合意に達していた両病院は反発し、三田市民病院からは再編統合しない場合は医師59名が退職する可能性が示された。これを受けて田村は9月の一般質問にて「白紙撤回とは再編統合を取りやめることではない」と説明し、統合反対派からも批判されることとなった。田村は12月定例会で計画を推進する意向を表明し、白紙撤回の公約を事実上撤回した。同日、市議会は市民を混乱させたとして、田村に対する問責決議案を賛成多数で可決した。

### 年表
- 1949年（昭和24年）12月 - 三田町立診療所が開院。
- 1950年（昭和25年）12月 - 町立三田病院と改称。
- 1958年（昭和33年）7月 - 市制施行に伴い、三田市民病院と改称。
- 1995年（平成7年）7月 - 新病院が完成。
- 2004年（平成16年）5月 - 増築棟が完成。
- 2004年（平成16年）10月 - 脳卒中センターを開設。

## 診療科
- 内科
- 消化器科
- 循環器科
- 腎臓内科
- 小児科
- 外科
- 整形外科
- 形成外科
- 脳神経外科
- 皮膚科
- 泌尿器科
- 産婦人科
- 眼科
- 耳鼻咽喉科
- 頭頸部外科
- リハビリテーション科
- 放射線科
- 麻酔科
- 病理診断科

## 交通アクセス
- JR宝塚線新三田駅から徒歩約8分。
- 神戸電鉄公園都市線南ウッディタウン駅から徒歩約8分

## 時間外手当未払い問題
2022年11月、三田市民病院が看護師ら計392人に対して時間外手当の未払いがあったことが報じられた。同年1月の伊丹労働基準監督署の調査により未払いが判明し、11月までに224人に計約8548万円を支払った。
発覚当初は2021年7月から2022年4月の10カ月分を未払いとしていたが、さらに15カ月遡って調査することが2023年2月に発表された。その後同年11月に調査結果が公表され、さらに329人に対して推定1億5800万円の未払いがあることが明らかになった。